# Chirpăr
Chirpăr is een Roemeense gemeente in het district Sibiu.
Chirpăr telt 1533 inwoners.

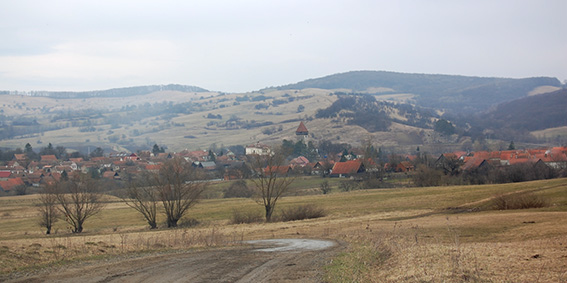
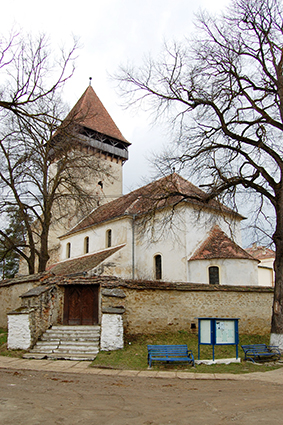
Lutherse kerk